# Condado de Deuel (Dakota del Sur)
El condado de Deuel (en inglés: Deuel County, South Dakota), fundado en 1862, es uno de los 66 condados en el estado estadounidense de Dakota del Sur. En el 2000 el condado tenía una población de 4498 habitantes en una densidad poblacional de 3 personas por km². La sede del condado es Clear Lake.

## Geografía
Según la Oficina del Censo, el condado tiene un área total de 1649 km² (636,7 mi²), de la cual 1615 km² (623,6 mi²) es tierra y 34 km² (13,1 mi²) es agua.

### Condados adyacentes
- Condado de Grant - norte
- Condado de Lac Qui Parle - norte
- Condado de Yellow Medicine  - este
- Condado de Lincoln - sureste
- Condado de Brookings - sur
- Condado de Hamlin - suroeste
- Condado de Codington - noroeste

## Demografía
En el 2000 la renta per cápita promedia del condado era de $31 788, y el ingreso promedio para una familia era de $39 511. El ingreso per cápita para el condado era de $15 977. En 2000 los hombres tenían un ingreso per cápita de $26 306  versus $19 282 para las mujeres. Alrededor del 10.30% de la población estaba bajo el umbral de pobreza nacional.
| 1900 | 1910 | 1920 | 1930 | 1940 | 1950 | 1960 | 1970 | 1980 | 1990 | 2000 | Est. 2008 |
| ---- | ---- | ---- | ---- | ---- | ---- | ---- | ---- | ---- | ---- | ---- | --------- |
| 6656 | 7768 | 8759 | 8732 | 8450 | 7689 | 6782 | 5686 | 5289 | 4522 | 4498 | 4276      |

## Ciudades y pueblos
- Altamont
- Astoria
- Brandt
- Clear Lake
- Gary
- Goodwin
- Toronto
- Tunerville

## Mayores autopistas
| - Interestatal 29 - Carretera de U.S. 212 - Carretera de Dakota del Sur 15 - Carretera de Dakota del Sur 22 | - Carretera de Dakota del Sur 28 - Carretera de Dakota del Sur 101 |